# 數碼七台
DBC 數碼七台是DBC數碼電台的一個頻道，前稱「數碼大戲台」，香港數碼廣播停播風波後改稱「數碼七台」，2013年9月16日起命名為「數碼七台 戲曲台」。
頻道在220.352兆赫的11C頻道中播放，選台號碼為07，為香港第二條啟播之數碼聲音廣播頻道。頻道採用DAB+高清數碼廣播制式，音質比現時調幅及調頻的電台廣播較佳。除了使用數碼廣播收音機外，此頻道還可透過網上直播及手機程式收聽，2015年更擴展至有線電視用戶可以免費收聽。

## 歷史
數碼大戲台於2011年8月19日啟播，為最初正式營運的七條頻道中的第二條，以播放中國各地民間戲曲為主，但一年後，隨鄭經翰於2012年10月9日宣佈DBC正常廣播於翌日下午5時終止，數碼大戲台亦於同年10月10日停播。

2013年1月復播時數碼七台所用的標誌。

數碼七台於2013年1月28日復播後，不再沿用過往的「大戲台」名稱，但仍保留以電腦隨機播放中國各地戲曲，並間中插入政府宣傳聲帶及自家頻道廣告。9月16日，DBC進行頻道革新，數碼七台重新被冠以「戲曲台」的稱號，原有的宣傳口號繼續沿用，在名義和實際上，新的戲曲台和開台時幾近相同。同時，亦加入了直播及有節目主持的時段，由資深傳媒人，曾從事娛樂記者採訪工作達30年的徐蓉蓉於周日中午時段開咪，為當時唯一有主持及進行直播的節目。2014年9月8日，再於下午時段加入新的直播時段，令平日的直播時間延長至4小時，同時，配合新賽馬季度，於賽馬日會直播賽事及在其他時間播放賽馬節目。
2014年9月15日，DBC數碼七台節目全新改革，DBC數碼七台，關心長者同每個香港人，一個香港人數碼七台 。
2015年11月16日起，時間表再作出調動，停止播放所有主持人主持的節目改為純音樂頻道。
2016年9月8日開始，DBC數碼電台所有頻道改為重播過往電台節目或播放音樂，電台將按照牌照繼續安排廣播至局方批准停止服務為止。本台因此與四台華語歌曲台、五台笑融台、六台音樂台全日聯播。

## 節目表
現時所有節目重播過往電台節目或播放音樂，四台華語歌曲台、五台笑融台、六台音樂台、七台戲曲台全日聯播。
| 時間  | 星期一             | 星期二              | 星期三             | 星期四              | 星期五             | 星期六              | 星期日              |
| 00:00 | 音樂夜未央         | 音樂夜未央          | 音樂夜未央         | 音樂夜未央          | 音樂夜未央         | 音樂夜未央          | 音樂夜未央          |
| 06:00 | 清新樂韻           | 清新樂韻            | 清新樂韻           | 清新樂韻            | 清新樂韻           | 清新樂韻            | 清新樂韻            |
| 09:00 | 城市節奏           | 城市節奏            | 城市節奏           | 城市節奏            | 城市節奏           | 城市節奏            | 城市節奏            |
| 12:00 | 午後閒情           | 午後閒情            | 午後閒情           | 午後閒情            | 午後閒情           | 午後閒情            | 午後閒情            |
| 15:00 | 華語歌曲經典流行   | 華語歌曲經典流行    | 華語歌曲經典流行   | 華語歌曲經典流行    | 華語歌曲經典流行   | 華語歌曲經典流行    | 華語歌曲經典流行    |
| 18:00 | 華語歌曲最愛情歌   | 華語歌曲最愛情歌    | 華語歌曲最愛情歌   | 華語歌曲最愛情歌    | 華語歌曲最愛情歌   | Filipino Song Hour  | Indonesia Song Hour |
| 20:00 | 華語歌曲最愛情歌   | 華語歌曲最愛情歌    | 華語歌曲最愛情歌   | 華語歌曲最愛情歌    | 華語歌曲最愛情歌   | Love Songs          | Love Songs          |
| 21:00 | Filipino Song Hour | Indonesia Song Hour | Filipino Song Hour | Indonesia Song Hour | Filipino Song Hour | Indonesia Song Hour | Filipino Song Hour  |
| 22:00 | 夜夜笙歌           | 夜夜笙歌            | 夜夜笙歌           | 夜夜笙歌            | 夜夜笙歌           | 夜夜笙歌            | 夜夜笙歌            |

| 時間  | 星期一          | 星期二          | 星期三          | 星期四          | 星期五          | 星期六   | 星期日   |
| ----- | --------------- | --------------- | --------------- | --------------- | --------------- | -------- | -------- |
| 06:00 | 粵曲天地        | 粵曲天地        | 粵曲天地        | 粵曲天地        | 粵曲天地        | 粵曲天地 | 粵曲天地 |
| 07:00 | 粵曲天地        | 粵曲天地        | 粵曲天地        | 粵曲天地        | 粵曲天地        | 粵曲天地 | 粵曲天地 |
| 08:00 | 粵曲天地        | 粵曲天地        | 粵曲天地        | 粵曲天地        | 粵曲天地        | 粵曲天地 | 粵曲天地 |
| 09:00 | 粵曲天地        | 粵曲天地        | 粵曲天地        | 粵曲天地        | 粵曲天地        | 粵曲天地 | 粵曲天地 |
| 10:00 | 粵曲天地        | 粵曲天地        | 粵曲天地        | 粵曲天地        | 粵曲天地        | 粵曲天地 | 粵曲天地 |
| 11:00 | 粵曲天地        | 粵曲天地        | 粵曲天地        | 粵曲天地        | 粵曲天地        | 粵曲天地 | 粵曲天地 |
| 12:00 | 大新光圈        | 大新光圈        | 大新光圈        | 大新光圈        | 大新光圈        | 戲曲大全 | 戲曲大全 |
| 13:00 | 大新光圈        | 大新光圈        | 大新光圈        | 大新光圈        | 大新光圈        | 戲曲大全 | 戲曲大全 |
| 14:00 | 南音            | 南音            | 南音            | 南音            | 南音            | 南音     | 南音     |
| 15:00 | 粵曲天地        | 粵曲天地        | 粵曲天地        | 粵曲天地        | 粵曲天地        | 粵曲天地 | 粵曲天地 |
| 16:00 | 粵曲天地        | 粵曲天地        | 粵曲天地        | 粵曲天地        | 粵曲天地        | 粵曲天地 | 粵曲天地 |
| 17:00 | 粵曲天地        | 粵曲天地        | 粵曲天地        | 粵曲天地        | 粵曲天地        | 粵曲天地 | 粵曲天地 |
| 18:00 | 粵曲天地        | 粵曲天地        | 粵曲天地        | 粵曲天地        | 粵曲天地        | 粵曲天地 | 粵曲天地 |
| 19:00 | 粵曲天地        | 粵曲天地        | 粵曲天地        | 粵曲天地        | 粵曲天地        | 粵曲天地 | 粵曲天地 |
| 20:00 | 粵曲天地        | 粵曲天地        | 粵曲天地        | 粵曲天地        | 粵曲天地        | 粵曲天地 | 粵曲天地 |
| 21:00 | 大新光圈 (重溫) | 大新光圈 (重溫) | 大新光圈 (重溫) | 大新光圈 (重溫) | 大新光圈 (重溫) | 折子戲   | 折子戲   |
| 22:00 | 大新光圈 (重溫) | 大新光圈 (重溫) | 大新光圈 (重溫) | 大新光圈 (重溫) | 大新光圈 (重溫) | 折子戲   | 折子戲   |
| 23:00 | 廣東音樂        | 廣東音樂        | 廣東音樂        | 廣東音樂        | 廣東音樂        | 折子戲   | 折子戲   |
| 00:00 | 粵曲天地        | 粵曲天地        | 粵曲天地        | 粵曲天地        | 粵曲天地        | 粵曲天地 | 粵曲天地 |
| 01:00 | 粵曲天地        | 粵曲天地        | 粵曲天地        | 粵曲天地        | 粵曲天地        | 粵曲天地 | 粵曲天地 |
| 02:00 | 粵曲天地        | 粵曲天地        | 粵曲天地        | 粵曲天地        | 粵曲天地        | 粵曲天地 | 粵曲天地 |
| 03:00 | 粵曲天地        | 粵曲天地        | 粵曲天地        | 粵曲天地        | 粵曲天地        | 粵曲天地 | 粵曲天地 |
| 04:00 | 粵曲天地        | 粵曲天地        | 粵曲天地        | 粵曲天地        | 粵曲天地        | 粵曲天地 | 粵曲天地 |
| 05:00 | 粵曲天地        | 粵曲天地        | 粵曲天地        | 粵曲天地        | 粵曲天地        | 粵曲天地 | 粵曲天地 |

非賽馬日
| 時間  | 星期一                                                               | 星期二                                                               | 星期三                                                               | 星期四                                                               | 星期五                                                               | 星期六                                                                   | 星期日                                                                   |
| ----- | -------------------------------------------------------------------- | -------------------------------------------------------------------- | -------------------------------------------------------------------- | -------------------------------------------------------------------- | -------------------------------------------------------------------- | ------------------------------------------------------------------------ | ------------------------------------------------------------------------ |
| 06:00 | 粵唱粵強（廣東戲曲）                                                 | 粵唱粵強（廣東戲曲）                                                 | 粵唱粵強（廣東戲曲）                                                 | 粵唱粵強（廣東戲曲）                                                 | 粵唱粵強（廣東戲曲）                                                 | 戲曲多面廳 （潮梅調及其他劇種）                                          | 戲曲多面廳 （潮梅調及其他劇種）                                          |
| 07:00 | 粵唱粵強（廣東戲曲）                                                 | 粵唱粵強（廣東戲曲）                                                 | 粵唱粵強（廣東戲曲）                                                 | 粵唱粵強（廣東戲曲）                                                 | 粵唱粵強（廣東戲曲）                                                 | 戲曲多面廳 （潮梅調及其他劇種）                                          | 戲曲多面廳 （潮梅調及其他劇種）                                          |
| 08:00 | 粵唱粵強（廣東戲曲）                                                 | 粵唱粵強（廣東戲曲）                                                 | 粵唱粵強（廣東戲曲）                                                 | 粵唱粵強（廣東戲曲）                                                 | 粵唱粵強（廣東戲曲）                                                 | 戲曲多面廳 （潮梅調及其他劇種）                                          | 戲曲多面廳 （潮梅調及其他劇種）                                          |
| 09:00 | 粵唱粵強（廣東戲曲）                                                 | 粵唱粵強（廣東戲曲）                                                 | 粵唱粵強（廣東戲曲）                                                 | 粵唱粵強（廣東戲曲）                                                 | 粵唱粵強（廣東戲曲）                                                 | 粵唱粵強 （廣東戲曲）                                                    | 粵唱粵強 （廣東戲曲）                                                    |
| 10:00 | 潮流特區（潮劇）                                                     | 潮流特區（潮劇）                                                     | 潮流特區（潮劇）                                                     | 潮流特區（潮劇）                                                     | 潮流特區（潮劇）                                                     | 粵唱粵強 （廣東戲曲）                                                    | 粵唱粵強 （廣東戲曲）                                                    |
| 11:00 | 潮流特區／早晨馬場 （潮劇）／（賽馬日前一天） （張浩文(咖喱)、高慶） | 潮流特區／早晨馬場 （潮劇）／（賽馬日前一天） （張浩文(咖喱)、高慶） | 潮流特區／早晨馬場 （潮劇）／（賽馬日前一天） （張浩文(咖喱)、高慶） | 潮流特區／早晨馬場 （潮劇）／（賽馬日前一天） （張浩文(咖喱)、高慶） | 潮流特區／早晨馬場 （潮劇）／（賽馬日前一天） （張浩文(咖喱)、高慶） | 粵唱粵強／早晨馬場 （廣東戲曲）／（賽馬日前一天） （張浩文(咖喱)、高慶） | 粵唱粵強／早晨馬場 （廣東戲曲）／（賽馬日前一天） （張浩文(咖喱)、高慶） |
| 12:00 | 戲語蓉蓉 徐蓉蓉                                                      | 戲語蓉蓉 徐蓉蓉                                                      | 戲語蓉蓉 徐蓉蓉                                                      | 戲語蓉蓉 徐蓉蓉                                                      | 戲語蓉蓉 徐蓉蓉                                                      | 粵唱粵強（廣東戲曲）                                                     | 粵唱粵強（廣東戲曲）                                                     |
| 13:00 | 戲語蓉蓉 徐蓉蓉                                                      | 戲語蓉蓉 徐蓉蓉                                                      | 戲語蓉蓉 徐蓉蓉                                                      | 戲語蓉蓉 徐蓉蓉                                                      | 戲語蓉蓉 徐蓉蓉                                                      | 粵唱粵強（廣東戲曲）                                                     | 粵唱粵強（廣東戲曲）                                                     |
| 14:00 | 社區好鄰居 蘇綺甜、林寄韻                                            | 社區好鄰居 蘇綺甜、林寄韻                                            | 社區好鄰居 蘇綺甜、林寄韻                                            | 社區好鄰居 蘇綺甜、林寄韻                                            | 社區好鄰居 蘇綺甜、林寄韻                                            | 粵唱粵強（廣東戲曲）                                                     | 粵唱粵強（廣東戲曲）                                                     |
| 15:00 | 社區好鄰居 蘇綺甜、林寄韻                                            | 社區好鄰居 蘇綺甜、林寄韻                                            | 社區好鄰居 蘇綺甜、林寄韻                                            | 社區好鄰居 蘇綺甜、林寄韻                                            | 社區好鄰居 蘇綺甜、林寄韻                                            | 粵唱粵強（廣東戲曲）                                                     | 粵唱粵強（廣東戲曲）                                                     |
| 16:00 | 粵唱粵強（廣東戲曲）                                                 | 粵唱粵強（廣東戲曲）                                                 | 粵唱粵強（廣東戲曲）                                                 | 粵唱粵強（廣東戲曲）                                                 | 粵唱粵強（廣東戲曲）                                                 | 粵唱粵強（廣東戲曲）                                                     | 粵唱粵強（廣東戲曲）                                                     |
| 17:00 | 粵唱粵強（廣東戲曲）                                                 | 粵唱粵強（廣東戲曲）                                                 | 粵唱粵強（廣東戲曲）                                                 | 粵唱粵強（廣東戲曲）                                                 | 粵唱粵強（廣東戲曲）                                                 | 粵唱粵強（廣東戲曲）                                                     | 粵唱粵強（廣東戲曲）                                                     |
| 18:00 | 粵唱粵強（廣東戲曲）                                                 | 粵唱粵強（廣東戲曲）                                                 | 粵唱粵強（廣東戲曲）                                                 | 粵唱粵強（廣東戲曲）                                                 | 粵唱粵強（廣東戲曲）                                                 | 潮流特區（潮劇）                                                         | 潮流特區（潮劇）                                                         |
| 19:00 | 戲曲多面廳 （潮梅調及其他劇種）                                      | 戲曲多面廳 （潮梅調及其他劇種）                                      | 戲曲多面廳 （潮梅調及其他劇種）                                      | 戲曲多面廳 （潮梅調及其他劇種）                                      | 戲曲多面廳 （潮梅調及其他劇種）                                      | 潮流特區（潮劇）                                                         | 潮流特區（潮劇）                                                         |
| 20:00 | 戲曲多面廳 （潮梅調及其他劇種）                                      | 戲曲多面廳 （潮梅調及其他劇種）                                      | 戲曲多面廳 （潮梅調及其他劇種）                                      | 戲曲多面廳 （潮梅調及其他劇種）                                      | 戲曲多面廳 （潮梅調及其他劇種）                                      | 潮流特區（潮劇）                                                         | 潮流特區（潮劇）                                                         |
| 21:00 | 古越鄉韻（上海越曲）                                                 | 古越鄉韻（上海越曲）                                                 | 古越鄉韻（上海越曲）                                                 | 古越鄉韻（上海越曲）                                                 | 古越鄉韻（上海越曲）                                                 | 古越鄉韻（上海越曲）                                                     | 古越鄉韻（上海越曲）                                                     |
| 22:00 | 古越鄉韻（上海越曲）                                                 | 古越鄉韻（上海越曲）                                                 | 古越鄉韻（上海越曲）                                                 | 古越鄉韻（上海越曲）                                                 | 古越鄉韻（上海越曲）                                                 | 古越鄉韻（上海越曲）                                                     | 古越鄉韻（上海越曲）                                                     |
| 23:00 | 社區好鄰居 （重播）                                                  | 社區好鄰居 （重播）                                                  | 社區好鄰居 （重播）                                                  | 社區好鄰居 （重播）                                                  | 社區好鄰居 （重播）                                                  | 古越鄉韻（上海越曲）                                                     | 古越鄉韻（上海越曲）                                                     |
| 00:00 | 社區好鄰居 （重播）                                                  | 社區好鄰居 （重播）                                                  | 社區好鄰居 （重播）                                                  | 社區好鄰居 （重播）                                                  | 社區好鄰居 （重播）                                                  | 國樂悠揚（中樂）                                                         | 國樂悠揚（中樂）                                                         |
| 01:00 | 粵唱粵強 （廣東戲曲）                                                | 粵唱粵強 （廣東戲曲）                                                | 粵唱粵強 （廣東戲曲）                                                | 粵唱粵強 （廣東戲曲）                                                | 粵唱粵強 （廣東戲曲）                                                | 國樂悠揚（中樂）                                                         | 國樂悠揚（中樂）                                                         |
| 02:00 | 粵唱粵強 （廣東戲曲）                                                | 粵唱粵強 （廣東戲曲）                                                | 粵唱粵強 （廣東戲曲）                                                | 粵唱粵強 （廣東戲曲）                                                | 粵唱粵強 （廣東戲曲）                                                | 國樂悠揚（中樂）                                                         | 國樂悠揚（中樂）                                                         |
| 03:00 | 京戲浮生錄（京劇時段）                                               | 京戲浮生錄（京劇時段）                                               | 京戲浮生錄（京劇時段）                                               | 京戲浮生錄（京劇時段）                                               | 京戲浮生錄（京劇時段）                                               | 京戲浮生錄（京劇時段）                                                   | 京戲浮生錄（京劇時段）                                                   |
| 04:00 | 京戲浮生錄（京劇時段）                                               | 京戲浮生錄（京劇時段）                                               | 京戲浮生錄（京劇時段）                                               | 京戲浮生錄（京劇時段）                                               | 京戲浮生錄（京劇時段）                                               | 京戲浮生錄（京劇時段）                                                   | 京戲浮生錄（京劇時段）                                                   |
| 05:00 | 京戲浮生錄（京劇時段）                                               | 京戲浮生錄（京劇時段）                                               | 京戲浮生錄（京劇時段）                                               | 京戲浮生錄（京劇時段）                                               | 京戲浮生錄（京劇時段）                                               | 京戲浮生錄（京劇時段）                                                   | 京戲浮生錄（京劇時段）                                                   |

註：逢賽馬前一天改播。
賽馬日
| 時間  | 日馬 （平日）                                                                                 | 夜馬 （平日）                                                           | 日馬 （周末）                                                           | 夜馬 （周末）                                                           |
| ----- | --------------------------------------------------------------------------------------------- | ----------------------------------------------------------------------- | ----------------------------------------------------------------------- | ----------------------------------------------------------------------- |
| 06:00 | 粵唱粵強（廣東戲曲）                                                                          | 粵唱粵強（廣東戲曲）                                                    | 戲曲多面廳 （潮梅調及其他劇種）                                         | 戲曲多面廳 （潮梅調及其他劇種）                                         |
| 07:00 | 粵唱粵強（廣東戲曲）                                                                          | 粵唱粵強（廣東戲曲）                                                    | 戲曲多面廳 （潮梅調及其他劇種）                                         | 戲曲多面廳 （潮梅調及其他劇種）                                         |
| 08:00 | 粵唱粵強（廣東戲曲）                                                                          | 粵唱粵強（廣東戲曲）                                                    | 戲曲多面廳 （潮梅調及其他劇種）                                         | 戲曲多面廳 （潮梅調及其他劇種）                                         |
| 09:00 | 粵唱粵強（廣東戲曲）                                                                          | 粵唱粵強（廣東戲曲）                                                    | 粵唱粵強（廣東戲曲）                                                    | 粵唱粵強（廣東戲曲）                                                    |
| 10:00 | 潮流特區（潮劇）                                                                              | 潮流特區（潮劇）                                                        | 粵唱粵強（廣東戲曲）                                                    | 粵唱粵強（廣東戲曲）                                                    |
| 11:00 | 潮流特區（潮劇）                                                                              | 潮流特區（潮劇）                                                        | 粵唱粵強（廣東戲曲）                                                    | 粵唱粵強（廣東戲曲）                                                    |
| 12:00 | DBC 去馬 洪禮賢、周榮澤、張穎斯、 陳思琦、高慶、朱仲文(文仔)、 張浩文(咖喱)、譚桂雄(RYAN壞人) | 戲語蓉蓉 徐蓉蓉                                                         | DBC 去馬 洪禮賢、周榮澤、張穎斯 、陳思琦、高慶、朱仲文、 張浩文、譚桂雄 | 粵唱粵強（廣東戲曲）                                                    |
| 13:00 | DBC 去馬 洪禮賢、周榮澤、張穎斯、 陳思琦、高慶、朱仲文(文仔)、 張浩文(咖喱)、譚桂雄(RYAN壞人) | 戲語蓉蓉 徐蓉蓉                                                         | DBC 去馬 洪禮賢、周榮澤、張穎斯 、陳思琦、高慶、朱仲文、 張浩文、譚桂雄 | 粵唱粵強（廣東戲曲）                                                    |
| 14:00 | DBC 去馬 洪禮賢、周榮澤、張穎斯、 陳思琦、高慶、朱仲文(文仔)、 張浩文(咖喱)、譚桂雄(RYAN壞人) | 社區好鄰居 蘇綺甜、林寄韻                                               | DBC 去馬 洪禮賢、周榮澤、張穎斯 、陳思琦、高慶、朱仲文、 張浩文、譚桂雄 | 粵唱粵強（廣東戲曲）                                                    |
| 15:00 | DBC 去馬 洪禮賢、周榮澤、張穎斯、 陳思琦、高慶、朱仲文(文仔)、 張浩文(咖喱)、譚桂雄(RYAN壞人) | 社區好鄰居 蘇綺甜、林寄韻                                               | DBC 去馬 洪禮賢、周榮澤、張穎斯 、陳思琦、高慶、朱仲文、 張浩文、譚桂雄 | 粵唱粵強（廣東戲曲）                                                    |
| 16:00 | DBC 去馬 洪禮賢、周榮澤、張穎斯、 陳思琦、高慶、朱仲文(文仔)、 張浩文(咖喱)、譚桂雄(RYAN壞人) | 粵唱粵強（廣東戲曲）                                                    | DBC 去馬 洪禮賢、周榮澤、張穎斯 、陳思琦、高慶、朱仲文、 張浩文、譚桂雄 | 粵唱粵強（廣東戲曲）                                                    |
| 17:00 | DBC 去馬 洪禮賢、周榮澤、張穎斯、 陳思琦、高慶、朱仲文(文仔)、 張浩文(咖喱)、譚桂雄(RYAN壞人) | 粵唱粵強（廣東戲曲）                                                    | DBC 去馬 洪禮賢、周榮澤、張穎斯 、陳思琦、高慶、朱仲文、 張浩文、譚桂雄 | 粵唱粵強（廣東戲曲）                                                    |
| 18:00 | 社區好鄰居 蘇綺甜、林寄韻                                                                     | DBC 去馬 洪禮賢、周榮澤、張穎斯 、陳思琦、高慶、朱仲文、 張浩文、譚桂雄 | 潮流特區（潮劇）                                                        | DBC 去馬 洪禮賢、周榮澤、張穎斯 、陳思琦、高慶、朱仲文、 張浩文、譚桂雄 |
| 19:00 | 社區好鄰居 蘇綺甜、林寄韻                                                                     | DBC 去馬 洪禮賢、周榮澤、張穎斯 、陳思琦、高慶、朱仲文、 張浩文、譚桂雄 | 潮流特區（潮劇）                                                        | DBC 去馬 洪禮賢、周榮澤、張穎斯 、陳思琦、高慶、朱仲文、 張浩文、譚桂雄 |
| 20:00 | 粵唱粵強（廣東戲曲）                                                                          | DBC 去馬 洪禮賢、周榮澤、張穎斯 、陳思琦、高慶、朱仲文、 張浩文、譚桂雄 | 潮流特區（潮劇）                                                        | DBC 去馬 洪禮賢、周榮澤、張穎斯 、陳思琦、高慶、朱仲文、 張浩文、譚桂雄 |
| 21:00 | 古越鄉韻（上海越曲）                                                                          | DBC 去馬 洪禮賢、周榮澤、張穎斯 、陳思琦、高慶、朱仲文、 張浩文、譚桂雄 | 古越鄉韻（上海越曲）                                                    | DBC 去馬 洪禮賢、周榮澤、張穎斯 、陳思琦、高慶、朱仲文、 張浩文、譚桂雄 |
| 22:00 | 古越鄉韻（上海越曲）                                                                          | DBC 去馬 洪禮賢、周榮澤、張穎斯 、陳思琦、高慶、朱仲文、 張浩文、譚桂雄 | 古越鄉韻（上海越曲）                                                    | DBC 去馬 洪禮賢、周榮澤、張穎斯 、陳思琦、高慶、朱仲文、 張浩文、譚桂雄 |
| 23:00 | 社區好鄰居 （重播）                                                                           | 社區好鄰居 （重播）                                                     | 古越鄉韻（上海越曲）                                                    | 古越鄉韻（上海越曲）                                                    |
| 00:00 | 社區好鄰居 （重播）                                                                           | 社區好鄰居 （重播）                                                     | 國樂悠揚（中樂）                                                        | 國樂悠揚（中樂）                                                        |
| 01:00 | 粵唱粵強（廣東戲曲）                                                                          | 戲語蓉蓉 （重播）                                                       | 國樂悠揚（中樂）                                                        | 國樂悠揚（中樂）                                                        |
| 02:00 | 粵唱粵強（廣東戲曲）                                                                          | 戲語蓉蓉 （重播）                                                       | 國樂悠揚（中樂）                                                        | 國樂悠揚（中樂）                                                        |
| 03:00 | 京戲浮生錄（京劇時段）                                                                        | 京戲浮生錄（京劇時段）                                                  | 京戲浮生錄（京劇時段）                                                  | 京戲浮生錄（京劇時段）                                                  |
| 04:00 | 京戲浮生錄（京劇時段）                                                                        | 京戲浮生錄（京劇時段）                                                  | 京戲浮生錄（京劇時段）                                                  | 京戲浮生錄（京劇時段）                                                  |
| 05:00 | 京戲浮生錄（京劇時段）                                                                        | 京戲浮生錄（京劇時段）                                                  | 京戲浮生錄（京劇時段）                                                  | 京戲浮生錄（京劇時段）                                                  |

註：有■為有主持直播節目。

## 外部連結

### 官方網頁
- 《戲語蓉蓉》官方網頁 （页面存档备份，存于）
- 《社區好鄰居》官方網頁 （页面存档备份，存于）
- 《DBC去馬》官方網頁 （页面存档备份，存于）
- 《早晨馬場》官方網頁 （页面存档备份，存于）

### Facebook專頁
- 《戲語蓉蓉》Facebook 專頁
- 《社區好鄰居》Facebook 專頁 （页面存档备份，存于）
- 《早晨馬場》Facebook 專頁